# Consiglio Sudamericano delle Nuove Federazioni
Il Consiglio Sudamericano delle Nuove Federazioni (in spagnolo: Consejo Sudamericano de Nuevas Federaciones; in portoghese: Conselho Sul-Americano de Novas Federações; COSANFF) è una federazione internazionale di calcio fondata nel 2007, alla quale sono affiliate le rappresentative di nazioni, dipendenze e minoranze etniche dell'America meridionale non affiliate alla FIFA.
Il COSANFF è affiliato anche alla Confederation of Independent Football Associations e alla World Unity Football Alliance.

## Membri
Al 18 gennaio 2022, il COSANFF conta 11 membri.
- Aymara
- Chiloé
- Comunità armena in Argentina
- Fernando de Noronha
- Indigeni di Panama
- Isola di Pasqua
- Isole Juan Fernández
- Mapuche
- Roraima
- Selezione esperantista
- Terra del Fuoco